# رود بارگوزین
رود بارگوزین (انگلیسی: Barguzin) یک رودخانه در جمهوری بوریاتیای کشور روسیه است.